# Palicourea nitis
Palicourea nitis är en måreväxtart som beskrevs av Dc.. Palicourea nitis ingår i släktet Palicourea och familjen måreväxter.
Artens utbredningsområde är Peru. Inga underarter finns listade i Catalogue of Life.